# Страва у Улици брестова
Страва у Улици брестова (енгл. A Nightmare on Elm Street) је амерички хорор филм из 1984. режисера Веса Крејвена у продукцији компаније Њу лајн синема, са Џоном Саксоном, Рони Блејкли, Хедер Лангенкамп, Амандом Вис, Ником Коријем, Џонијем Депом и Робертом Инглундом у главним улогама.
Филм је заслужан за коришћење многих тропеа пронађених у нискобуџетним хорор филмовима из 1970-их и 1980-их који су настали од Ноћ вештица Џона Карпентера (1978). Филм укључује моралну представу у којој се убијају сексуално промискуитетни тинејџери. Критичари и историчари филма наводе да је премиса филма борба да се дефинише разлика између снова и стварности, која се манифестује животима и сновима тинејџера у филму. Каснији критичари хвале способност филма да прекорачи „границе између имагинарног и стварног“, поигравајући се перцепцијама публике. Након овог филма је уследила Страва у улици брестова 2: Фредијева освета.
Први и најуспешнији у серијалу од девет филмова.

## Радња
Године 1981, тинејџерка Тина Греј се буди из застрашујуће ноћне море у којој је унакажени мушкарац који носи рукавицу са оштрицом напада у котларници. Њена мајка истиче четири мистериозне црте на њеној спаваћици. Следећег јутра, Тинина најбоља пријатељица Ненси Томпсон и Ненсин дечко, Глен Ланц, тешили су је, откривајући да су обоје имали ноћну мору претходне ноћи. Њих двоје остају у Тининој кући када Тинина мајка одлази из града, где открива да је и Ненси имала ноћну мору у вези са унакаженим човеком. Тинин дечко, Род Лејн, прекида њихово спавање. Када Тина заспи, сања како је унакажени мушкарац јури. Рода је пробудио Тинино млаћење и вриштање и видео је како је вуче и фатално посече невидљива сила, приморавајући га да побегне док се Ненси и Глен буде и проналазе Тину окрвављену и мртву. 

## Кастинг

### Фреди Кругер
Глумац Дејвид Ворнер је првобитно добио улогу Фредија. Урађени су поправни тестови, али је морао да одустане због сукоба у распореду. У почетку је било тешко наћи замену. Кејн Ходер, који ће касније бити најпознатији по улози колеге слешера Џејсона Ворхиса, био је међу онима са којима је Вес Крејвен разговарао о улози Фредија. Према Ходеру, „Имао сам састанак са Весом Крејвеном о томе да игра лик који је развијао по имену Фреди Кругер. У то време, Вес није био сигуран какву особу жели за улогу Фредија, тако да сам имао добар покушај као и било ко други. У почетку је размишљао о великом момку за ту улогу, а такође је мислио и на некога ко има праве ожиљке од опекотина. Али очигледно је променио цео начин размишљања и отишао са Робертом Инглундом, који је нижи. Волео бих да сам добио улогу, али мислим да је Вес направио прави избор." 

### Ненси Томпсон
Крејвен је рекао да жели некога "нехоливудског" за улогу Ненси, и веровао је да Лангенкамп испуњава овај квалитет. Лангенкамп, која се појавила у неколико реклама и ТВ филму, узела је паузу са студија на Станфорду да би наставила да глуми. На крају је добила улогу Ненси Томпсон након отворене аудиције, победивши више од 200 глумица. Лангенкамп је већ била позната Анет Бенсон пошто је претходно била на аудицији за Ноћ комете и Последњи звездани борац, изгубивши од Кетрин Мери Стјуарт у обе прилике. Причало се да су Деми Мур, Кортни Кокс, Трејси Голд и Џенифер Греј биле на аудицији за филм, али да је Бенсон одбацио Мур и Кокс, а није био сигуран за Голд и Греј. Лангенкамп се вратила као Ненси у Ноћној мори у улици брестова 3: Ратници снова (1987), а такође је играла фикционализовану верзију себе у Страва у Улици брестова 7: Нови и последњи кошмар (1994).

### Глен Ланц
Џони Деп је био још једна непозната особа када је изабран, у почетку је пратио свог пријатеља (Џек Ерл Хејли који је играо Фредија у римејку из 2010.) на аудицију. Према Депу, улога Глена је првобитно била написана као „велики, плавокоси, играч на плажи, фудбалер“, далеко од његовог изгледа, али ћерке Веса Крејвена су изабрале Депа међу сликама глумаца које им је отац показао. Чарли Шин је разматран за ту улогу, али је наводно желео превише новца, што је Шин оповргнуо касније.

## Теме
Фреди искључиво напада тинејџере и његови поступци су протумачени као симболи често трауматичних искустава адолесценције. Ненси, попут архетипске тинејџерке, доживљава социјалну анксиозност и њен однос са родитељима постаје напет. Сексуалност је присутна у фројдовским сликама и скоро искључиво је приказана у претећем и мистериозном контексту (нпр. Тинина смрт визуелно евоцира силовање, Фредијева рукавица између Ненсиних ногу у кади). Оригинални сценарио је захтевао да Кругер буде злостављач деце, а не детеубица, пре него што буде убијен.
Вес Крејвен је објаснио да је „појам сценарија да се греси родитеља набацују деци, али чињеница да свако дете није нужно заглављено са својом судбином још увек постоји.“ Роберт Инглунд примећује да „у Ноћној мори, сви одрасли су оштећени: алкохоличари, на пилулама, нису блиски“. Блејкли каже да су родитељи у филму „на ивици тога да буду зликовци“. Инглунд додаје: "адолесценти морају да прођу кроз то, а Хедер је последња девојка која стоји. Она живи. Побеђује Фредија." Лангенкамп се слаже: „Страва је феминистички филм, али ја на њега више гледам као на филм о 'моћи младих'.“

## Тематска песма Фредија Кругера
Текст за Фредијеву тематску песму, коју певају деца која прескачу конопац током целе серије и заснован на „One, Two, Buckle My Shoe", већ је написан и укључен у сценарио када је Бернштајн почео да пише музику, док мелодија за њу није била поставио Бернштајн, али дечко Хедер Лангенкамп и будући муж у то време, Ален Пасква, који је и сам био музичар. Бернштајн је интегрисао Пасквин допринос у свој саундтрек како је он сматрао потребним. Једна од три девојчице које су снимиле вокални део теме била је тада 14-годишња ћерка Роберта Шеја. Према сценарију, текст је следећи:
| На енглеском језику | На српском језику |
| --- | --- |
| One two, Freddy's coming for you. Three four, better lock your door. Five six, grab your crucifix. Seven eight, gonna stay up late. Nine ten, never sleep again. | Један два, Фреди долази по тебе. Три четири, боље закључај врата. Пет шест, зграби свој крстић. Седам осам, остаћу до касно. Девет десет, никад више не спавај. |

## Улоге
| Глумац           | Улога                |
| ---------------- | -------------------- |
| Хедер Лангенкамп | Ненси Томпсон        |
| Роберт Инглунд   | Фреди Кругер         |
| Џон Саксон       | Дон Томпсон          |
| Џони Деп         | Глен Ланц            |
| Рони Блејкли     | Марџ Томпсон         |
| Аманда Вис       | Тина Греј            |
| Ник Кори         | Род Лејн             |
| Лин Шеј          | наставница енглеског |
| Џо Ангер         | Гарсија              |
| Чарлс Флајшер    | Мартин Лутер Кинг    |

## Слогани
- Она је једина која га може зауставити... ако она падне, нико неће преживети.
- Ако се Ненси не пробуди вриштећи, неће се ни пробудити.
- Спавање убија.
- Врисци који те пробуде би могли бити и твоји сопствени.
- Шта год радио немој заспати... или ћеш упознати застрашујућег Фредија.